# Bulletin Trimestriel de l'Académie Malgache
Bulletin Trimestriel de l'Académie Malgache (abreviado Bull. Trimestriel Acad. Malgache) fue una revista ilustrada con descripciones botánicas que fue editada en Madagascar desde el año 1902 hasta 1963.

## Publicaciones
- Vols. 1-12, 1902-1913;
- n.s. vols. 1-61, 1914-1963